# Красный дом на Восточной (Екатеринбург)
Красный дом на Восточной — трёхэтажное кирпичное здание в центре Екатеринбурга по адресу ул. Восточная, 31а. Здание расположено точно за пределами центра города, рядом с Уральским оптико-механическим заводом.

## История и описание
Дом расположен в той части центра Екатеринбурга, где практически не сохранилось дореволюционных зданий. Исключение составляют недействующая церковь Михаила Архангела (на территории завода «Конфи») и здания на территории УОМЗ (на месте завода ранее располагалась льнопрядильно-ткацкая и мешочная фабрика товарищества «Братья Макаровы»). Официальным годом постройки указан 1929, но при этом, первые два этажа имеют признаки дореволюционных строений. Третий этаж пристроен позже.

## Галерея

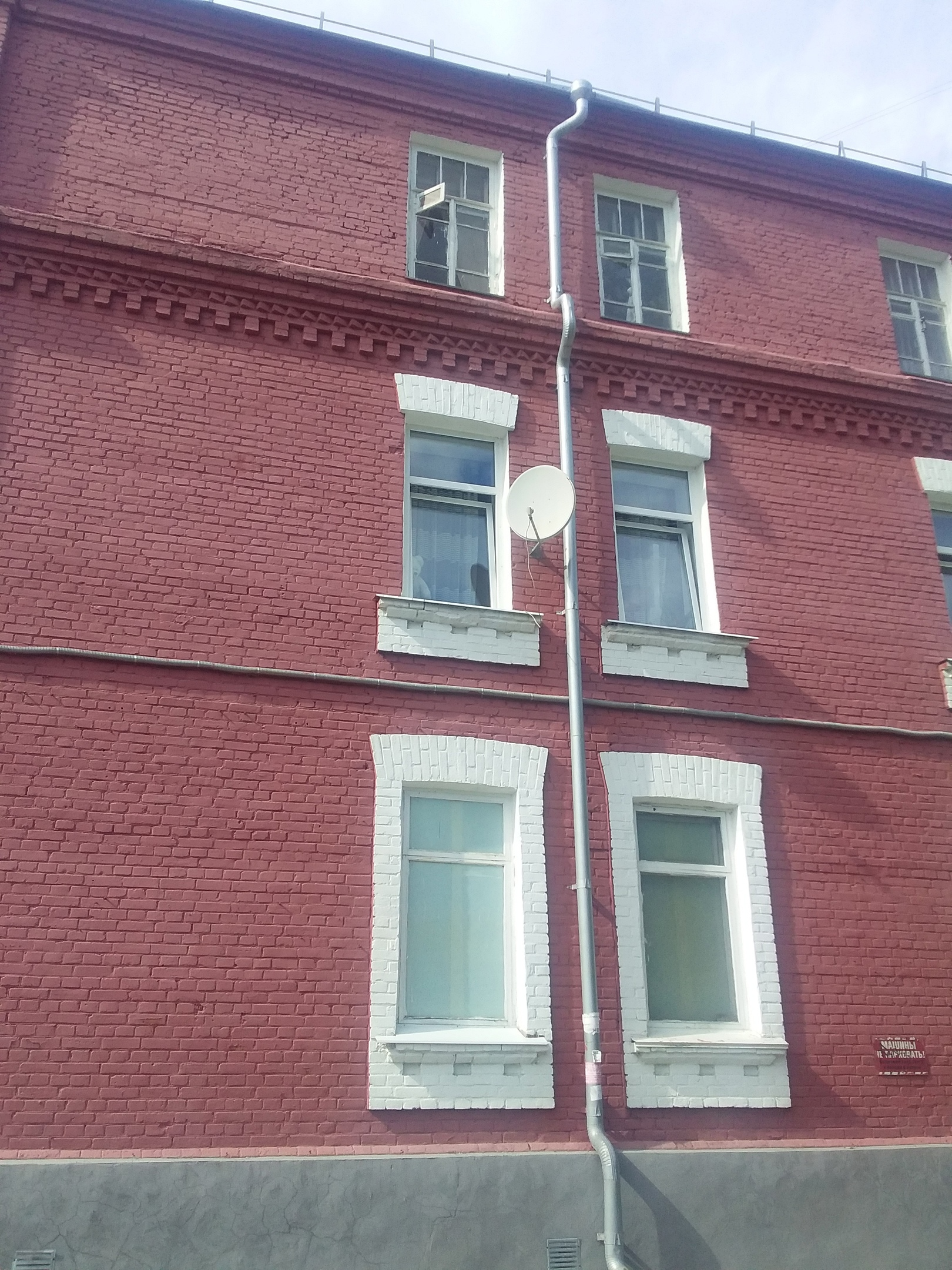
Боковая часть Красного Дома на Восточной